# كانديس ميلارد
كانديس ميلارد (بالإنجليزية: Candice Millard)‏ هي مؤرخة وصحفية أمريكية، ولدت في 1968.

## وصلات خارجية
- الموقع الرسمي